# Atteva megalastra
Atteva megalastra là một loài bướm đêm thuộc họ Yponomeutidae. Nó được tìm thấy ở Úc.